# Schachverbot
Das Schachverbot beschreibt das Verbot Schach zu spielen. Im Laufe der Geschichte des Schachspiels wurden vielfach Schachverbote ausgesprochen. Als Grund dafür zählen oft politische oder religiöse Gründe und das nicht nur in der frühen Geschichte.

## Schachverbote im Mittelalter
Im Jahr 1005 wurde in Ägypten von al-Hakim bi-Amr Allah (985–1021) Schach verboten. Schachbretter und Figuren wurden verbrannt. Wurden Schachspieler erwischt, erhielten sie Schläge.
Im Jahr 1061 schrieb der Kardinalbischof von Ostia, Petrus Damiani, an Papst Alexander II. Er beschwerte sich, dass Priester Schach spielten, insbesondere sein Reisegefährte, der Bischof von Florenz, der in der Öffentlichkeit beim Spielen gesehen worden war. Damiani hatte Vorurteile, weil er Schach nicht konnte. Er verglich Schach mit dem verbotenen Würfeln. Seine Beschwerde führte zu Beschlüssen, die der Geistlichkeit Schach verboten. Als Strafe musste der Bischof von Florenz die Füße von 12 Armen waschen und ihnen Münzen geben.
Im Jahr 1093 setzte sich die Ostorthodoxe Kirche gegen Schach ein. Es sollte als Überbleibsel des Heidentums ausgerottet werden.
1110 legte John Zonaras, Mönch und Theologe, als Strafe für das Schachspielen die Exkommunikation fest.
Der Bischof Guy de Paris drohte 1125 allen Priestern, die beim Schachspielen erwischt wurden, mit der Exkommunion. Einer von ihnen konstruierte ein faltbares Schachbrett, das zusammengeklappt wie zwei Bücher aussah.
Ludwig IX. von Frankreich verbot 1254 Schach unter Androhung einer Geldstrafe nach der Rückkehr von einem Kreuzzug.
1329 wurde Schach in Deutschland nach den Statuten der Würzburger Synode verboten.
Ivan der Schreckliche hat 1551 das Schachspielen in Russland verboten. Er hat allerdings selbst Schach gespielt und starb dabei.

## Schachverbot wegen Fatwa
Im Jahr 2016 kam eine Aussage von Großmufti Scheich Abdulaziz Al al-Sheikh ins Gespräch, die er bereits 2014 getätigt hatte. Der Inhalt seiner Fatwa, einer islamischen Handlungsempfehlung, besagte „Das Schachspiel ist verboten“. Weiter hieß es, dass Schach wie Alkohol und Glücksspiel süchtig macht und „das Werk Satans“ sei. Bereits früher schlug der schiitische Großajatollah Ali al-Sistani in die gleiche Kerbe. Schach sei mit dem Islam unvereinbar, entschied er, weil man darauf wetten könne, was im Islam verboten ist. Abdulaziz Al al-Sheikh gab überdies vor, das Spiel verursache Rivalität, Feindschaft und sei eine Verschwendung von Zeit und Geld. Der wohlsituierte Gelehrte monierte, es mache reiche Leute arm und arme Leute reich. Die Gläubigen könnten ihre Gebete über das Spielen vergessen. Allein die Einfuhr von Schachfiguren nach Saudi-Arabien ist verboten.
Bereits vor 40 Jahren war eine ähnliche Fatwa erlassen worden. Trotz des jahrelangen Bestehens der Empfehlung, kam es bis 2016 zu keinem tatsächlichen Verbot. In der Praxis wird Schach behandelt wie populäre Musik: Es ist erlaubt, solange es nicht zu breit beworben wird.
Trotz des jahrelangen Bestehens der Empfehlung, kam es bis 2016 zu keinem tatsächlichen Verbot. Anlass der erneuten Kontroverse war ein Schachturnier, das am 22. Januar 2016 in Mekka begann, der heiligsten Stadt im Islam. Nach Publikmachen erhielt der junge Saudi-arabische Schachverband Zuspruch mehrerer Großmeister. Ein Führungsmitglied des Saudi-arabischen Schachkomitees, Musa BinThaily, postete u. a. ein Foto von saudischen Spielern mit einem Prinzen aus den Vereinigten Arabischen Emiraten. Er betonte das freundschaftliche Element: „Schach verbindet uns.“

## Schachverbot wegen Kulturrevolution
Vor der Kulturrevolution in China war Schach offiziell als Leistungssport anerkannt. Bis zur Kulturrevolution wurden regelmäßig landesweite Schachturniere abgehalten. Die Kulturrevolution herrschte von 1966 bis 1976. Der Führer Mao Zedong hatte in der Zeit auch das Schach Spielen verboten, weil es ein Spiel der Bourgeoisie war. Gegen Ende wurde nach und nach das Verbot aufgehoben, zwischen 1974 und 1976. In den späten 70er Jahren entwickelten sich Schach-Anhänger. Ab 1976 nahm China wieder an internationalen Veranstaltungen teil und schlug sich (überraschend) gut.

## Verbot von Fernschach
Während des Zweiten Weltkriegs wurde Fernschach in den USA und über den Atlantik verboten. Dadurch sollten geheim codierte Nachrichten unterbunden werden.

## Schachverbot durch die Taliban
1996 verboten die Taliban in Afghanistan Schach. Es sei gegen die religiösen Regeln, weil es das verbotene Wetten fördere. Das Schachverbot durch die Taliban verhinderte das Schachspielen in Afghanistan. 2009 fand in Kandahar ein Turnier statt, um das Spiel der jüngeren Generation nahezubringen. Einer der Teilnehmer formulierte, dass es wichtig sei, eine Beschäftigung zu haben, „die den Geist erleuchtet und Spaß macht.“ Die sechs besten Spieler bildeten das Khandahar Schach Team.